# Miguel de la Torre

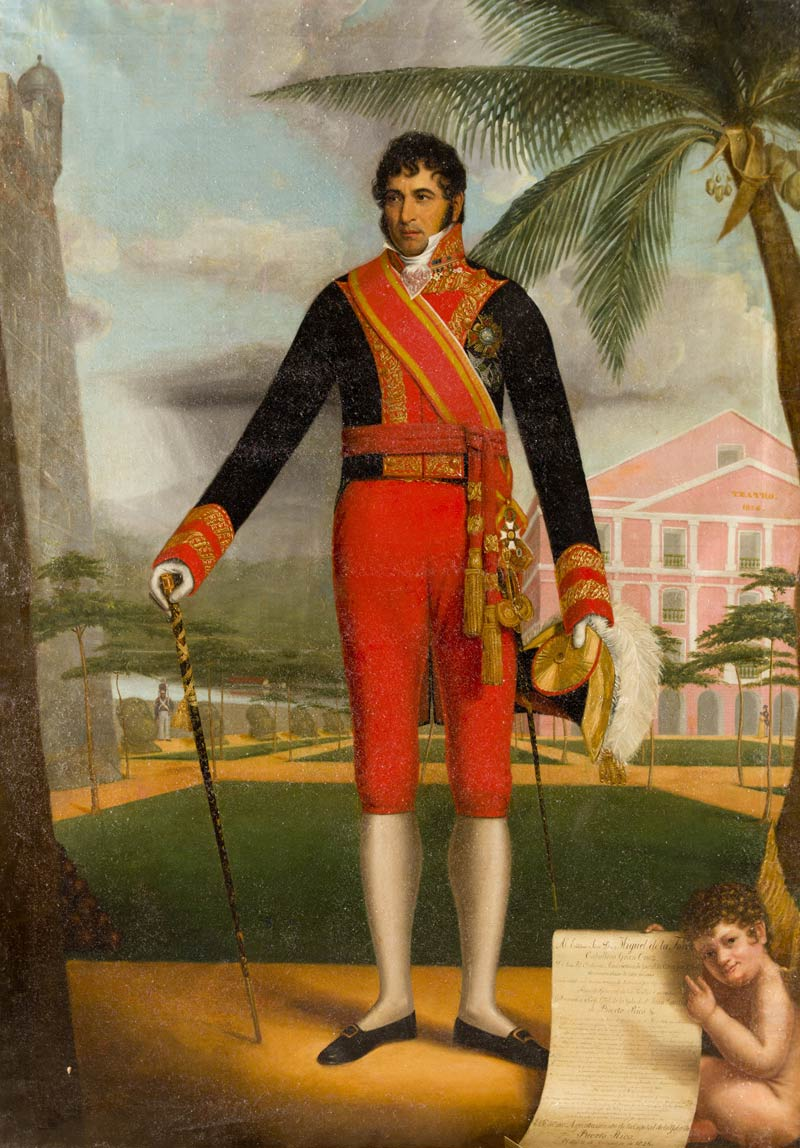
Miguel de la Torre, Gemälde von Eliab Metcalf, 1826

Miguel Luciano de la Torre y Pando (* 13. Dezember 1786 in Bernales, Spanien; † 1843 in Madrid) war ein baskischer, spanischer Feldmarschall. Er war Oberkommandierender des spanischen Expeditionsheeres in Venezuela, Provinzgouverneur und Generalkapitän.

## Leben

### Karrierebeginn in den Koalitionskriegen
Bereits mit 14 Jahren trat Miguel de la Torre der spanischen Armee bei und schaffte 1804 den Sprung ins Gardekorps, wo er bis zum Portugal-Feldzug verblieb. Während der Napoleonischen Kriege erwarb er etliche Beförderungen, bis er 1814 zum Obersten erhoben wurde.

### Mit Morillo in Südamerika
Im darauffolgenden Jahr führte er das Regiment Victoria im Gefolge Pablo Morillos nach Venezuela, war an der Einnahme Cartagena de Indias' am 6. Dezember 1815 in Neu-Granada (heute Kolumbien) beteiligt und marschierte anschließend mit Sebastian de la Calzada nach Bogotá, das Anfang Mai 1816 fiel. Noch im selben Monat verließ er als Brigadegeneral, immer noch mit de la Calzada, Bogotá zu einem Feldzug gegen die Aufständischen in Casanare. Nach dessen unbefriedigenden Abschluss führte er als Brigadegeneral die Verstärkungen für Angostura von Casanare (Ostkolumbien) nach Venezuela. Auch das Zusammentreffen mit den Reitern von José Antonio Paez bei Mucuritas (Rinderzucht in der Gemeinde El Samán de Apure, ca. 125 km westlich von San Fernando, Bundesstaat Apure) im Januar 1817 konnte ihn nicht beirren und er verteidigte mit den verbliebenen Truppen zur Jahresmitte Angostura (heute Ciudad Bolívar) gegen Manuel Piar und Simón Bolívar. Seinen Versuch, weiter nach Ciudad Guayana vorzudringen, vereitelte Piar bei San Felix (heute östlichste Randbezirke von Ciudad Guayana), am 11. April 1817. Die hohen Verluste der Spanier bewirkten die Einnahme Angosturas Mitte Juli. De la Torre organisierte den Rückzug auf dem Orinoko nach Ciudad Guayana, konnte sich aber auch hier nicht halten und wurde im Nachgang von der Patriotenflotte von Luis Brion abgefangen und fast völlig aufgerieben.
Im Dezember schlug de la Torre Pedro Zaraza, der vergeblich auf den sich bereits mit Verstärkungen auf dem Weg befindlichen Bolívar gewartet hatte, bei La Hogaza (Guárico, ca. 90 km WSW der Stadt Zaraza) vernichtend. Beide Feldherren wurden verwundet. Während der anschließenden Zentrumskampagne Bolívars vertrieb dieser ihn zwar bei Las Cocuizas (Guárico, ca. 65 km SSE Calabozo), aber de la Torre stieß bei der Schlacht am Semen (Bach in der La Puerta-Schlucht, Guárico) am 16. März zu dem schwer bedrängten Pablo Morillo. Er übernahm in den folgenden Tagen wegen einer Verletzung Morillos den Oberbefehl über das Expeditionsheer und verschanzte sich erfolgreich bei Ortíz (Guárico ca. 35 km SSE San Juan de los Morros) Einen Ausflug nach Cojedes im Mai bezahlte er gegen den weit unterlegenen Paez, der ihn angriff, mit hohen Verlusten. Auch er selbst erlitt eine Verwundung. Dennoch war er rechtzeitig nahe Calabozo, um einen Vorstoß Manuel Cedeños am Ende des Monats abfangen zu können. An den Lanzenreitern von Paez scheiterte er im Januar 1819 vor San Fernando de Apure.

### Oberbefehlshaber in Venezuela
Als nach der Einnahme Bogotás durch die Separatisten, Carlos Soublette im September 1819 von Neu-Granada nach Apure zu Paez marschierte, versuchte er dem Gefecht auszuweichen, aber Soublette stellte ihn am 24. auf der Höhe von Las Cruces und nötigte ihm ein Unentschieden ab, bevor dieser sich planmäßig mit den Llaneros von Paez vereinigte. De la Torre war an der Vorbereitung und Durchführung des Waffenstillstands von Santa Ana bei Trujillo im Jahre 1820 beteiligt. Nach dem daraus resultierenden Rückzug von Morillo bekleidete er den Posten des letzten Gouverneurs und Generalkapitäns und war Oberkommandierender der spanischen Streitkräfte in Venezuela im Rang eines Feldmarschalls.
Den Vorbereitungen Bolívars für die Schlacht von Carabobo konnte er nichts entgegensetzen und unterlag schließlich bei dem Treffen am 24. Juni 1821 und floh über La Guaira (Vargas Hafen von Caracas, ca. 15 km N davon), wo nur eine französische Truppe seine Gefangennahme, aber nicht seine Kapitulation verhindern konnte, nach Puerto Cabello. Ungeachtet der Belagerung des befestigten Hafens unternahm er von See aus am Jahresende einen Versuch Coro zurückzuerobern. Trotz anfänglicher Erfolge musste er im Hafen La Vela von Coro kapitulieren. Er wurde nach dem Übereinkommen von Trujillo zwar geschont, seine Heirat mit einer Südamerikanerin (der ein verwandtschaftliches Verhältnis mit Bolívar nachgesagt wird) beraubte ihn aber der Legitimation weiter für die spanische Krone in Venezuela tätig zu sein. Francisco Tomás Morales, inzwischen ebenfalls Feldmarschall, übernahm den Oberbefehl über die Reste der königlichen Truppen von ihm, und leistete noch über ein Jahr Widerstand.

### Nach den Befreiungskriegen
De la Torre wurde im Dezember 1823 als Generalkapitän nach Puerto Rico berufen, von wo aus er immer wieder Kommandos nach Venezuela schickte, um die verbliebenen Königstreuen bei Aufständen zu unterstützen. Als er 1830 abgelöst werden sollte, stellt sich der Rat von Puerto Rico hinter ihn und seine Amtszeit wurde verlängert. Nach der Wiederherstellung der Verfassung von Cádiz in Puerto Rico 1836, wurde er zum Grafen von Pando (auch Torrepando) ernannt und kehrte im darauffolgenden Jahr nach Spanien zurück. Hier bezog de la Torre in Madrid Residenz, wo er bis zu seinem Tod blieb.